# Montaña Tamia
La Montaña Tamia est un volcan du centre de l'île de Lanzarote dans les îles Canaries. Culminant à 551 m  d'altitude, il est situé sur la commune de Teguise.

## Géologie

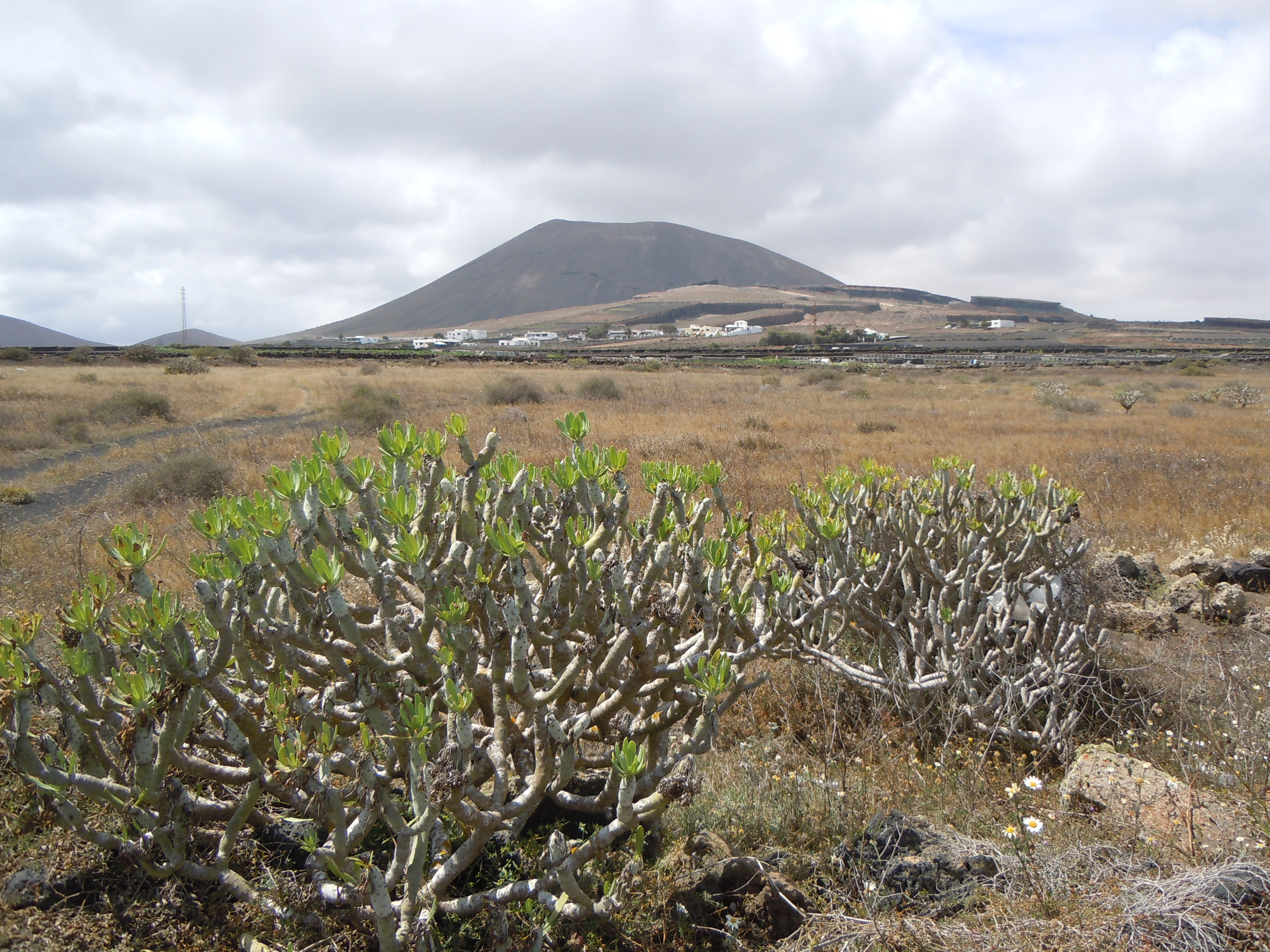
Buissons de Kleinia neriifolia devant la Montaña Tamia

La Montaña Tamia est un cône volcanique faisant partie des volcans de la série III de Lanzarote, volcans en éruption au Pléistocène moyen, il y a moins de 700 000 ans.